# Чуаданга (зіла)
Чуаданга (бенг. চুয়াডাঙ্গা, трансліт. tʃuaɖaŋga), є районом західного району Кхулна в Бангладеш. Межує з індійським штатом Західна Бенгалія на заході, округом Мегерпур на північному заході, округом Джессор на півдні, районом Дженайда на сході та районом Куштія на півночі. До поділу Чуаданга був одним із п'яти підрозділів округу Надія.

## Історія
Чуаданга був свідком ряду повстань під час британського правління Індією. Повстання включали рух ваххабітів (1831), рух фараїзі (1838–47), повстання сипаїв (1857), повстання індиго (1859–60), рух халіфатів (1920), рух свадеші (1906), рух за відмову від співпраці, порушення «Закон і сіль Сатьяграха» (1920–40 рр.) і «Рух за вихід з Індії або Серпневе повстання» (1942 р.).

## Географія
Район Чуаданга має площу 1157,42 кв км2. Він має внутрішні кордони з округом Куштія на північному сході, Мегерпуром на північному заході та Дженайдахом на півдні та південному сході. На його південному заході лежить округ Надія (в штаті Західна Бенгалія в Індії). У січні 2018 року в районі була найнижча температура в Бангладеш.

## Адміністративно-територіальний поділ
До поділу Індії в 1947 році підрозділ Чуаданга входив до складу округу Надія.
Заступник комісара (DC): Мохаммад Амінул Іслам Хан

### Підрозділи
Район Чуаданга розділений на чотири Упазіли, які керують однойменними містами.
- Чуаданга Садар Упазіла
- Аламданга Упазіла
- Джібаннагар Упазіла
- Дамурхуда Упазіла[7]